# Голубевая
Голубевая — деревня в муниципальном округе Егорьевск Московской области России.

## География
Деревня Голубевая расположена в северо-западной части муниципального округа Егорьевск, примерно в 1 километре к северо-западу от города Егорьевск. Высота над уровнем моря 144 метров.

## Название
В письменных источниках деревня упоминается как Голубева (1577 год). С 1726 года за деревней закрепилось название Голубевая.
Название по имени владельца одного из дворов в деревне.

## История
До отмены крепостного права в России жители деревни относились к разряду государственных крестьян.
После 1861 года деревня вошла в состав Нечаевской волости Егорьевского уезда. Приход находился в городе Егорьевске.
В 1926 году деревня входила в Агрызковский сельсовет Егорьевской волости Егорьевского уезда.
До 1959 года — центр Голубевского сельсовета. До 1994 года Голубёвая входила в состав Ефремовского сельсовета Егорьевского района, а в 1994—2006 годы — Ефремовского сельского округа.
До 2015 года входила в состав городского поселения Егорьевск.
В 2015 году вошла в состав городского округа Егорьевск, образованного в том же году путем упразднения Егорьевского района и объединения всех его поселений в единый городской округ.

## Демография
В 1885 году в деревне проживало 288 человек, в 1905 году — 340 человек (168 мужчин, 172 женщины), в 1926 году — 351 человек (163 мужчины, 188 женщин). По переписи 2002 года — 117 человек (50 мужчин, 67 женщин). Население — 164 человек (2010).
| 1859 | 1868 | 1885 | 1905 | 1926 | 2002 | 2006 |
| ---- | ---- | ---- | ---- | ---- | ---- | ---- |
| 209  | ↗211 | ↗288 | ↗340 | ↗351 | ↘117 | ↗127 |
| 2010 |      |      |      |      |      |      |
| ↗164 |      |      |      |      |      |      |